# Quake II: The Reckoning
Quake II: The Reckoning es la primera expansión oficial para el juego de PCQuake 2, desarrollado por Xatrix Entertainment.En general, incluye 18 mapas nuevos, nuevas armas y nuevos enemigos.
El argumento sigue a Joker, un miembro de un escuadrón de elite de infantes de marina en una misión para infiltrarse en la Base Lunar y destruir la flota Strogg, que se prepara para atacar. Joker aterriza accidentalmente en los pantanos fuera del complejo de donde su escuadra lo está esperando. Joker viaja a través de los pantanos y evita las defensas externas de los stroggs y entra a través de la puerta principal. Joker encuentra a su equipo justo a tiempo para verlos ser ejecutados por las fuerzas de Strogg. Joker escapa por su cuenta a la refinería de combustible, donde ayuda a la Fuerza Aérea a destruir toda la producción de combustible. Posteriormente, Joker se infiltra en el spaceport Strogg, aborda un buque de carga y llega a la base lunar, destruyéndola

## Armas Nuevas
- Boomerang de Iones — dispara Bumeranes iónicos de las cargas, permitiendo entrar por la esquina.
- Cañón de Partículas— dispara con dos potentes descargas de energía que destruyen todo a su paso.
- Trap — durante la instalación, se ve como una barra vertical azul.  El enemigo atrapado lentamente lo digiere en un cubo de nutrientes, que incluso durante Deathmatch se puede restaurar a la salud

## Nuevos enemigos
- Gekk — animales mutados. La singularidad de este monstruo es que es capaz de nadar en el agua, y atacar a la tierra.Su habitat son los pantanos y las rocas en las tierras. Cazan en manadas. El nivel de riesgo es medio.
- Repair Bot — es un robot que se mueve en el aire. Sirve como asistente de Técnicos, eliminando los daños.a diferencia de los Técnicos, sirver para tareas delicadas de reparación de equipos electrónicos, aparatos y cables. También tienen un sistema para revivir a los Stroggs muertos. El nivel de amenaza por debajo de la media.
- Ripper Guard — es un guardia que usa el arma de iones. La más poderosa arma en el arsenal de la custodia del primer nivel Stroggs. La precisión de disparo de baja, sin embargo, el misil es capaz de rebotar en las paredes y otras superficies duras, lo que hace que sea más peligrosos en espacios cerrados y estrechos pasillos. El nivel de amenaza por debajo de la media.
- Hyperblaster Guard soldados con cañón de tiro rápido, que muchas veces es peor que el Hyperbladder.Nivel de riesgo — bajo.
- Laser Guard — guardia que usa un arma láser de baja potencia. Es capaz de atacar con precisión a grandes distancias, Es el perfecto guardián en edificios altos y grandes espacios abiertos. A pesar de que su arma no causa mucho daño, puede sacar de apuros al resto del equipo. El nivel de amenaza por debajo de la media.
- Beta Class Brains — es idéntico al original .Este tiene largos tentáculos, también puede disparar el láser de los ojos. El nivel de riesgo medio — alto.
- Beta Class Iron Maiden —representante del sexo femenino, Casi lo mismo que el normal, sin embargo, esta armada con misiles autoguiados, los cohetes que lanza son guidas por lo que siempre llegarán a la meta, sin embargo, hay varias forma de evitarlos. El nivel de riesgo medio — alto.
- Beta Class Gladiator es un Gladiador con un cañón de Partículas, un disparo puede matarte automáticamente. El cañón dispara inmediatamente dos proyectiles con intervalos de aproximadamente 250 milisegundos, la velocidad de los proyectiles es suficientemente grande para usar Superglodiators como francotiradores. Superglodiators constituyen el grupo de choque en cualquier ofensiva, están mejor preparados para el asalto de posiciones fortificadas En el nivel de dificultad "pesadilla" Superglodiators producen inmediatamente tres proyectiles por disparo. El nivel de amenaza muy alta.
- Beta Class Supertank  — modelo avanzado. Megatank posee idénticas características y armamento, que el Supertank, pero su armadura es mucho más potente que el de la armadura de otros Stroggos. . El nivel de amenaza muy alta.

- Datos: Q4047753